# Porcellane che vivono
Porcellane che vivono (The China Plate) è un film del 1931 diretto da Wilfred Jackson. È un cortometraggio d'animazione della serie Sinfonie allegre, distribuito negli Stati Uniti dalla Columbia Pictures il 23 maggio 1931. Il film, ispirato alla leggenda del "willow pattern", è stato distribuito in DVD col titolo Il piatto di porcellana.

## Trama
La decorazione di un piatto di porcellana cinese prende vita, mostrando la storia della giovane figlia dell'Imperatore che una notte, mentre il padre dorme, si allontana dal palazzo per seguire una farfalla. Arrivata vicino alla sponda del fiume la ragazza cade in acqua, ma c'è lì un giovane pescatore che tempestivamente la salva. I due ragazzi riprendono insieme l'inseguimento della farfalla e si ritrovano di nuovo a palazzo. L'Imperatore si sveglia e credendo che il giovane pescatore voglia aggredirlo inizia un duello. La figlia lo implora di smettere ma lui non ne vuole sapere. Il pescatore e la ragazza riescono a fuggire e l'Imperatore li insegue, poi entra nella bocca di un drago, credendo che questa sia una grotta, e viene mangiato dall'animale. I due giovani fuggono in cima a una rupe e si liberano del drago grazie ad un'enorme pietra. Poi tornano giù al fiume, sulla barca del pescatore, e qui inizia la loro storia d'amore.

## Distribuzione

### Edizioni home video
Il cortometraggio fu distribuito in DVD-Video nel secondo disco della raccolta Silly Symphonies, facente parte della collana Walt Disney Treasures e uscita in America del Nord il 4 dicembre 2001 e in Italia il 22 aprile 2004.